# 550 Senta
550 Senta
550 Senta là một tiểu hành tinh ở vành đai chính. Nó được Max Wolf phát hiện ngày 16.11.1904 ở Heidelberg, và được đặt theo tên Senta, nhân vật trong vở opera The Flying Dutchman của Richard Wagner.